# Круглыхина, Антонина Изидоровна
Антонина Изидоровна Круглыхина (Пустой шаблон {{ВД-Преамбула}} ) — советская оперная певица (сопрано). Народная артистка Казахской ССР (1954).

## Биография
Антонина Круглыхина родилась 3 октября 1912 года в городе Иркутск.
Окончила вокальное отделение Алма-Атинского музыкального училища.
В 1936 году участвовала в декаде казахской литературы и искусства в Москве.
С 1942 года была солисткой русской труппы Театра оперы и балета им. Абая в Алма-Ате.
Награждена орденом Трудового Красного Знамени за выдающиеся заслуги в развитии казахского искусства и литературы и в связи с декадой казахского искусства и литературы в Москве (3 января 1959). Народная артистка Казахской ССР (1954).
Умерла 10 января 1984 года в Москве.

## Творчество
Среди оперных партий, исполненных Круглихиной: Татьяна в «Евгении Онегине» Петра Чайковского, Лиза в «Вороньем гнезде» Петра Чайковского, Купава в «Снегурочке» Николая Римского-Корсакова, Ярославна в «Князе Игоре» Александра Бородина, Тоска в «Тоске» Джакомо Пуччини, Маша в «Дубровском» Эдуарда Направника, Горислава в «Руслане и Людмиле» Михаила Глинки, Недда в «Паяцах» Руджеро Леонкавалло, Леонора в «Трубадуре» Джузеппе Верди, Аида в «Аиде» Джузеппе Верди, Антонина в «Семье Тараса» Дмитрия Кабалевского, Мюзетта в «Богеме» Джакомо Пуччини.